# Marie Johansson
Marie Johansson (* 30. Juni 1963 in Furudal) ist eine ehemalige schwedische Skilangläuferin.

## Werdegang
Johansson, die für den IFK Mora und den Dala-Järna IK startete, belegte sie bei den nordischen Skiweltmeisterschaften 1982 in Oslo den 18. Platz über 5 km, den siebten Rang über 20 km und jeweils den sechsten Platz mit der Staffel und über 5 km. Im Weltcup kam sie zudem dreimal unter die ersten Zehn und erreichte zum Ende der Saison 1981/82 den zehnten Platz in der Gesamtwertung. In der Saison 1984/85 kam sie mit der Staffel in Falun und in Lahti jeweils auf den zweiten Rang. Ihre beste Saisonplatzierung im Weltcupeinzel war der siebte Platz über 20 km in Oslo. In derselben Saison wurde sie schwedische Meisterin mit der Staffel von IFK Mora. Im Folgenden Jahr siegte sie bei den schwedischen Meisterschaften jeweils über 5 km und über 10 km. In der Saison 1986/87, die sie auf dem 17. Platz im Gesamtweltcup beendete, erreichte sie in Val di Sole mit dem zweiten Platz über 5 km klassisch ihre einzige Podestplatzierung im Weltcupeinzel. Bei den Olympischen Winterspielen 1988 in Calgary errang sie den 21. Platz über 5 km klassisch. Im folgenden Jahr siegte sie beim Tjejvasan. Sie ist mit dem ehemaligen Skilangläufer Gunde Svan verheiratet. Ihre Tochter Julia ist ebenfalls Skilangläuferin.

## Weltcup-Gesamtplatzierungen
| Saison  | Platz | Punkte |
| ------- | ----- | ------ |
| 1981/82 | 10.   | 74     |
| 1982/83 | -     | -      |
| 1983/84 | 30.   | 12     |
| 1984/85 | 23.   | 34     |
| 1985/86 | 29.   | 9      |
| 1986/87 | 17.   | 26     |